# MDGRAPE-3
El MDGRAPE-3 (Molecular Dynamics GRAvity PipE) se trata de un supercomputador desarrollado por el instituto japonés RIKEN destinado a realizar simulaciones de dinámica molecular y de predicción de la estructura de las proteínas, como parte del Proyecto GRAPE de la Universidad de Tokio. Fue creada mediante una colaboración de Intel, SGI y el instituto RIKEN. 
MDGRAPE-3 fue la primera supercomputadora del mundo en lograr 1 billón de operaciones por segundo (1 PetaFLOPS), por delante del Roadrunner de IBM. Gracias a esta especialización el sistema es capaz de alcanzar velocidades del orden del PetaFlop; tres veces más rápido que Blue Gene. 
MD GRAPE 3 consistió de 201 unidades, computadores equipados con 24 MDGRAPE-3 Chips cada uno para un total de 4824. Cada unidad incluye también procesadores Intel Xeon (clase "Dempsey"). Debido a que el chip MDGRAPE es un circuito dedicado ASIC para realizar cálculos matemáticos, MDGRAPE no puede correr LINPACK con su capacidad ni participó en el TOP500. 
El sistema MDGRAPE-3 fue retirado en 2019.